# 格里波尔
格里波尔（法語：Gripport，法語發音：[ɡʁipɔʁ]）是法国默尔特-摩泽尔省的一个市镇，属于南锡区。

## 地理
格里波尔（48°24'53"N, 6°15'11"E）面积5.74 平方千米，位于法国大東部大區默尔特-摩泽尔省，该省份为法国东北部内陆省份，是洛林的一部分，北邻比利时、卢森堡，北起顺时针与摩泽尔省、下莱茵省、孚日省和默兹省接壤。
与格里波尔接壤的市镇（或旧市镇、城区）包括：沙马涅、索库尔、班维尔欧米鲁瓦尔、热尔蒙维尔、勒伯维尔、埃尔居涅。

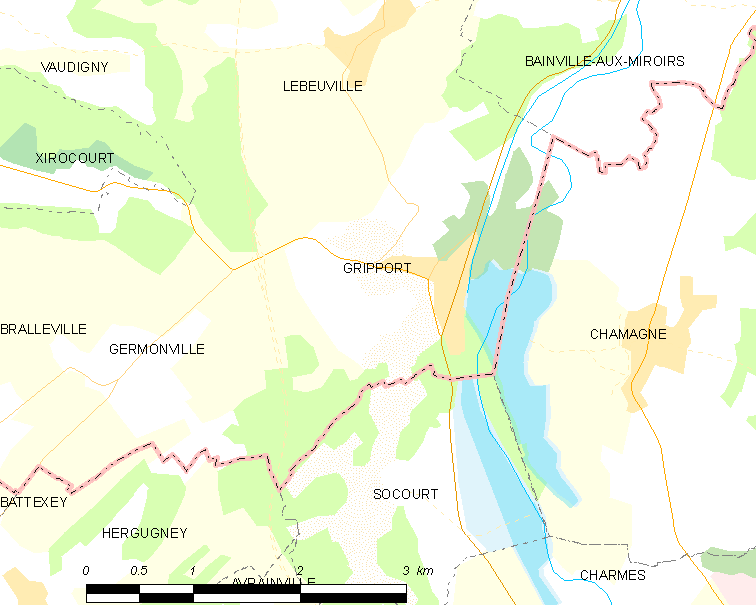
格里波尔的OSM定位图

格里波尔的时区为UTC+01:00、UTC+02:00（夏令时）。

## 行政
格里波尔的邮政编码为54290，INSEE市镇编码为54238。

## 政治
格里波尔所属的省级选区为梅讷欧桑图瓦县。

## 人口

1962-2008年间格里波尔人口变化图示

格里波尔于2022年1月1日时的人口数量为271人。